# Stan Hansen
John Stanley Hansen, Jr. (29 de agosto de 1949) es un ex luchador profesional estadounidense, más conocido como Stan Hansen. Como luchador, Hansen era bien conocido por su estilo de lucha stiff, que él atribuye a problemas de visión, ya que es casi ciego sin usar lentes. Es también el creador de la maniobra de lucha libre lariat.

## Vida personal
En 1989, Hansen apareció en un pequeño pero memorable papel en la World Wrestling Federation de producción de cine No Holds Barred, protagonizada por Hulk Hogan.
Hansen está casado con su esposa, Yumi y tiene dos hijos. Su hijo mayor, Shaver (nacido el 19 de diciembre de 1987), jugó al béisbol en la Universidad de Baylor antes de ser elaborada por los Marineros de Seattle en la segunda selección en la sexta ronda del 2009 Proyecto de Grandes Ligas. Su hijo menor, Samuel (21 de febrero de 1991), es también un jugador de béisbol y juega para la Universidad de Texas en Arlington.

## Carrera

### Estados Unidos
Hansen comenzó su carrera como luchador en 1973 por su promoción de la ciudad de Amarillo, Texas. Que había tomado inicialmente la lucha libre como un trabajo de medio tiempo mientras trataba de las ruedas de Detroit, pero él comenzó a luchar a tiempo completo con el plegado del equipo. Hansen primero se asoció con el futuro socio de Frank bondadoso (que más tarde se convirtió en Bruiser Brody) en 1975, mientras que en el Tri-State Leroy McGuirk el territorio. Él luchó en la World Wide Wrestling Federation en la década de 1970, donde se rompió el cuello a Bruno Sammartino: era de este incidente que tanto Hansen y promotores afirmó enorme poder de su movimiento de lazo, a pesar de un golpe fallido del cuerpo causado fractura de cuello de Bruno.
A mediados de los años 1970, Hansen luchó en Georgia Championship Wrestling, donde se unió a Tommy Rich y Ole Anderson.
Hansen compitió en la Asociación de lucha americana (AWA) en 1985-1986 y ganó el AWA World Heavyweight Championship el 29 de diciembre de 1985, de Rick Martel. El 29 de junio de 1986, que no mostraron una defensa del título contra el contendiente # 1 Bockwinkel Nick, obligando a la AWA por defecto el título de Bockwinkel. Los rumores sugieren que Hansen en realidad estaba en el edificio y había sido informado por el productor de la AWA Vergne Gagne de la pérdida del título de Bockwinkel. Hansen supuestamente llamado All Japan Pro Wrestling presidente Gigante Baba para preguntar si perder el campeonato era aceptable, pero Baba se había alineado ya a rivales de Hansen y no permitió Hansen a abandonar el campeonato. En ese momento, Hansen ya estaba en una pelea con el hijo de Verne Greg, en el que Hansen como decidida a hog-tie Greg y "hacerle chillar como un cerdo". Con el tiempo, Hansen fue demasiado para el joven y temerario Greg Gagne, y en un episodio de All-Star Wrestling, Hansen Hog-Atado Greg y procedió a hacerle grito delante de sus fanes, amigos, familia y su padre. Como resultado de ello, Hansen se negó a abandonar el título de Bockwinkel y fue despojado del campeonato; Bockwinkel se le dio uno de los cinturones de equipo de la etiqueta (anunciado como el AWA World Heavyweight Championship), ya que Hansen estaba en posesión del título de la cinta física. Hansen regresó de inmediato a Japón y defendió el AWA World Heavyweight Championship, a pesar de ser despojado de ella. El AWA amenazó con acciones legales si Hansen siguió llevando el cinturón y se refieren a sí mismo como el campeón de la organización, por lo que Hansen respondió corriendo sobre la cinta con su camión y el envío de vuelta con el barro de las pistas aún en él. Esta cadena de acontecimientos fue revisado en una entrevista con Hansen en una convención de NWA Legends, en la que expresó su pesar por la forma en que manejó la situación y finalmente felicitó a Gagne.

### Japón
También compitió en New Japan Pro Wrestling, donde se peleó con promoción Inoki as Antonio y se unió a Hulk Hogan y Dick Murdoch. Hansen temporalmente regresó allí en 1990 por primera vez en nueve años y formó un equipo con Riki Choshu llamado "El Combo Lariat", debido a dos con un lazo en su acabado. Lazo de Hansen se convirtió en un acabado muy respetado en Japón, y los comentaristas solían gritar "LARIATO!" histéricamente cuando Hansen realizó su finisher.
En 1981, Hansen subió abruptamente a todas favorable lucha de Japón (AJPW), donde permanecería hasta su jubilación. Mientras que en AJPW, Hansen se convirtió en el único hombre al pin Antonio Inoki y Baba gigantes en los partidos individuales del campeonato. Siguió participando desde 1982 hasta 1999 en la liga más fuerte del mundo por equipos. Él luchó principalmente en los partidos de la etiqueta, donde formó a muchos equipos con Bruiser Brody, Gordy Terry, Ted DiBiase, Tenryu Genichiro, Dan Spivey, Bobby Duncum Jr., y el Big Van Vader. Hansen también participa en una pelea legendaria con André el Gigante en Japón.
En el "NJPW vs AJPW" Tokyo Dome mostrar el 10 de febrero de 1990, Hansen se enfrentaron contra Big Van Vader, Hansen puñetazos Vader en la cara, lo que causó globo ocular de Vader para que salga de su órbita, que se celebró de nuevo solo por su párpado . Después de quitar la máscara y empuja a los ojos de nuevo en el zócalo, Vader continuó el partido hasta que se hizo un concurso no. El 13 de abril de 1990, la WWF y de Japón, llevó a cabo una SuperShow (titulado "La Cumbre de lucha") en el Tokyo Dome en Tokio, con el evento programado principal de Hulk Hogan enfrentándose contra AJPW Triple Crown Champion Terry Gordy. Gordy tenía previsto perder a Hogan, pero Gordy se negó al pensar que no sería beneficioso para su carrera profesional para hacerlo. Como resultado de ello, Hansen fue un reemplazo de último minuto para Gordy, ya que Hansen no tenía ningún problema de perder ante Hogan.
En 1990, Hansen brevemente compitió en el Campeonato Mundial de Lucha Libre, un feudo con Lex Luger por el Campeonato Peso Pesado Estados Unidos cuando todavía estaba bajo la alianza de lucha nacional. Su victoria sobre el título se rompió el reinado de Luger Luger el récord de 523 días, a pesar de que lo perdería de nuevo a él un poco menos de dos meses después, en un partido bullrope. Él dejó la organización para Todos favorable lucha de Japón en 1991, después de un desacuerdo sobre una idea que le grupo de Los Desperados, un trío de vaqueros torpe en busca de Hansen a través de una serie de viñetas, como resultado de la salida de Hansen, el trío se convirtió en la mejora talentos. Hansen no volvería a luchar en América del Norte después.
A partir de ahí, Hansen cambió el campeonato AJPW Triple Corona con Mitsuharu Misawa y otros. Tras la muerte de Gigante Baba, Misawa se convirtió en el nuevo booker y comenzó rápidamente restar importancia a Hansen y el talento extranjero, a favor de los nuevos reclutas nativos como Takao Omori y Yoshihiro Takayama. En el año 2000, Misawa y los nativos de todos menos dos desertaron y formaron la promoción Pro Wrestling Noah, pero Hansen decidió permanecer fiel al de Japón. Sin embargo, Hansen ha estado sufriendo de lumbago persistentes en el tiempo, y luchó su último partido contra el regreso Tenryu Genichiro en un partido de semifinal para determinar un nuevo campeón de la Triple Corona en 2000.
En 2001, se convirtió en el Comisionado de todas las del cuerpo del Pacífico de Japón título Wrestling Federation de gobierno, una posición que se llevó a cabo anteriormente por Lord James Blears. Que se considere, durante la Triple Corona y los partidos de la Copa doble vestidos de civil a la cuestión de "proclamas" de los partidos. En julio de 2007, Hansen voluntariamente renunció a su cargo, con Hiroshi Hase lo reemplazaría.

## En lucha
- Movimientos finales
  - Western Lariat (Standing, short-arm o running lariat)[1][3] – innovado

- Movimientos finales
  - Belly to back suplex[7]
  - Brazos Valley Backbreaker (Boston crab)[1][8]
  - Elbow drop[1][7]
  - Running shoulder block[1][7]
  - Snap suplex[1]

- Mánager
  - Freddie Blassie[9]

- Apodos
  - Stan "The Lariat" Hansen[1][3]
  - Stan "The Man" Hansen[1]
  - "The Unsinkable Battleship"[1][3]

## Campeonatos y logros
- All Japan Pro Wrestling
  - AJPW Triple Crown Heavyweight Championship (4 veces)[10]
  - AJPW Unified World Tag Team Championship (8 veces) – con Terry Gordy (2), Genichiro Tenryu (3), Dan Spivey (1), Ted DiBiase (1) y Gary Albright (1)[11]
  - NWA International Heavyweight Championship (1 vez)[12]
  - NWA International Tag Team Championship (1 vez) – con Ron Bass[13]
  - NWA United National Championship (1 vez)[14]
  - PWF World Heavyweight Championship (4 veces)[15]
  - PWF World Tag Team Championship (4 veces) – con Bruiser Brody (1), Ted DiBiase (2) and Austin Idol (1)[16]
  - Champion's Carnival (1992, 1993)[17]
  - World's Strongest Tag Team League (1983) – con Bruiser Brody[17]
  - World's Strongest Tag Team League (1985) – con Ted DiBiase[17]
  - World's Strongest Tag Team League (1988) – con Terry Gordy[17]
  - World's Strongest Tag Team League (1989) – con Genichiro Tenryu[17]
  - January 2 Korakuen Hall Heavyweight Battle Royal (1994)[17]

- American Wrestling Association
  - AWA World Heavyweight Championship (1 vez)[18]

- Cauliflower Alley Club
  - Other honoree (1996)[19]

- Continental Wrestling Association
  - CWA International Heavyweight Championship (1 vez)[20]

- Georgia Championship Wrestling
  - NWA Columbus Heavyweight Championship (1 vez)[21]
  - NWA Georgia Heavyweight Championship (2 veces)[22]
  - NWA Georgia Tag Team Championship (3 veces) – con Tommy Rich (2) y Ole Anderson (1)[23]
- Mid-Atlantic Championship Wrestling / World Championship Wrestling
  - NWA United States Heavyweight Championship (1 vez)1[24]
  - NWA World Tag Team Championship (Mid-Atlantic version) (1 vez) – con Ole Anderson[25]

- NWA Big Time Wrestling
  - NWA Texas Tag Team Championship (1 vez) – con Killer Tim Brooks[26]

- NWA Tri-State
  - NWA North American Heavyweight Championship (Tri-State version) (1 vez)[27]
  - NWA United States Tag Team Championship (Tri-State version) (1 vez) – con Frank Goodish[28]

- National Wrestling Federation
  - NWF Heavyweight Championship (1 vez)[29]

- WWE 
  - WWE Hall of Fame 2016

- Professional Wrestling Hall of Fame and Museum
  - Class of 2010[30]

- Pro Wrestling Illustrated
  - PWI Match of the Year (1976) vs. Bruno Sammartino el 26 de abril
  - PWI Most Hated Wrestler of the Year (1976)
  - PWI ranked him #7 of the 100 best tag teams of the "PWI Years" con Bruiser Brody in 200
  - PWI ranked him #16 of the 500 best singles of the "PWI Years" in 2003

- Wrestling Observer Newsletter awards
  - 5 Star Match (1984) con Bruiser Brody vs. Dory y Terry Funk el 8 de Diciembre
  - 5 Star Match (1988) con Terry Gordy vs. Genichiro Tenryu & Toshiaki Kawada el 16 de diciembre en el Día 22 de Real World Tag League
  - 5 Star Match (1993) vs. Kenta Kobashi el 29 de julio
  - Tag Team of the Year (1982) with Ole Anderson
  - Best Brawler (1985, 1990)
  - Wrestling Observer Newsletter Hall of Fame (Class of 1996)

1Hansen ganó el NWA United States Heavyweight Championship después de que Ted Turner compró Atlántico Medio Championship Wrestling de Jim Crockett, Jr. y renombrado del mundo promoción Championship Wrestling. Reinado de Hansen fue también antes del campeonato que se cambió el nombre de los Estados Unidos WCW Heavyweight Championship.